# 46 Cancri
46 Cancri, som är stjärnans Flamsteed-beteckning, är en ensam stjärna, belägen i den norra delen av stjärnbilden Kräftan. Den har en skenbar magnitud av ca 6,12 och är mycket svagt synlig för blotta ögat där ljusföroreningar ej förekommer. Baserat på parallaxmätning inom Hipparcosuppdraget på ca 4,8 mas, beräknas den befinna sig på ett avstånd på ca 591 ljusår (ca 181 parsek) från solen. Den rör sig närmare solen med en heliocentrisk radialhastighet på ca -13 km/s.

## Egenskaper
46 Cancri är en gul till vit jättestjärna av spektralklass G5 III, som har förbrukat förrådet av väte i dess kärna och rört sig bort från huvudserien. Den har en massa som är ca 2,7 solmassor, en radie som är ca 11 solradier och utsänder från dess fotosfär ca 126 gånger mera energi än solen vid en effektiv temperatur av ca 5 000 K.